# Classe Foxtrot
La classe Foxtrot è il nome in codice NATO della classe di sottomarini diesel-elettrici sovietici Progetto 641. Costruiti in oltre settanta esemplari, sono entrati in servizio alla fine degli anni cinquanta. La marina russa ha ritirato gli ultimi esemplari alla fine degli anni novanta, ma rimangono ancora in servizio in altri Paesi.

## Storia

### Sviluppo
Il primo esemplare del Progetto 641 entrò in servizio nel 1958. In Occidente ricevette la codifica NATO di classe Foxtrot. Dal punto di vista tecnico, si possono considerare derivati dalle precedenti classi Whiskey e Romeo. Complessivamente, ne furono prodotti oltre settanta esemplari, che furono anche largamente esportati.

### Impiego operativo
La marina sovietica ebbe in servizio circa una cinquantina di esemplari. I primi entrarono in servizio nei tardi anni cinquanta, e la costruzione proseguì fino ai primi anni settanta. Nell'ambito della VMF sovietica, si trattò dei più grandi sottomarini convenzionali entrati in servizio. Questi battelli rimasero nominalmente in carico fino agli anni novanta, e l'ultimo venne radiato nel 2001.

### Esportazioni
Le esportazioni riguardarono una ventina di unità.
- Cuba: tre unità in servizio a partire dal 1979.
- India: otto unità tra il 1968 ed il 1975, al 2023 risultano tutte radiate eccetto una unità convertita a museo.
- Libia: Delle sei unità consegnate tra il 1976 ed il 1983. Ne risulta ancora esistente una e, ad aprile 2023, risulta ormeggiata a Bengasi.
- Polonia: due unità tra il 1987 ed il 1988. Radiate nel 2003.
- Ucraina: un esemplare nel 1997, catturato dalle forze russe nel corso della Crisi della Crimea del 2014.

## Descrizione tecnica
I Foxtrot furono i più grandi sottomarini convenzionali entrati in servizio con la marina sovietica. In particolare, il loro dislocamento era di 1.952 t in emersione e di 2.475 in immersione, con una lunghezza di 91,3 m, una larghezza di 7,5 ed un pescaggio di 5,09.
La propulsione era assicurata da tre motori diesel da 2.000 hp l'uno, che generavano energia per i motori elettrici. Questi erano quattro: uno da 2.700 e due da 1.350, a cui se ne aggiungeva uno ausiliario da 180 hp. Tale apparato propulsivo era in grado di spingere i Foxtrot ad una velocità massima nell'ordine dei 16,8 nodi in superficie e dei 16 in immersione.
L'autonomia era considerevole. Infatti, in superficie era variabile tra 3.600 e 30.000 miglia (a seconda della velocità, rispettivamente 15 ed 8,1 nodi), mentre alla profondità di sette metri, in modalità snorkeling, raggiungeva le 16.000 miglia a 7 nodi. In immersione, invece, i valori massimi erano di 400 miglia a 2 nodi, che crollavano a 15,3 alla massima velocità.
La profondità operativa era di 250 m, mentre quella massima raggiungibile era di 300. Le immersioni dovevano avvenire obbligatoriamente senza inclinare troppo il battello: infatti, con una inclinazione superiore ai 30 gradi si perdeva il controllo.
L'equipaggio raggiungeva i 77 elementi, di cui 54 erano marinai. Questi, per riposare, avevano a disposizione un totale di 27 cuccette in letti a castello, situati nella camera siluri di poppa. Gli ufficiali, invece, disponevano di cuccette proprie.
L'armamento era costituito da dieci tubi lanciasiluri da 533 mm, di cui 6 a prua e 4 a poppa. La dotazione era di 22 siluri, oppure di 32 mine.
I Foxtrot vennero realizzati anche in alcune versioni appositamente progettate per l'esportazione. In particolare, si trattava dei Progetto I641I (anche: Progetto 641I) e dei Progetto I641K (anche: Progetto 641K). Questi ultimi differivano per il fatto che i tubi lanciasiluri di poppa erano da 400 mm.
Nel 2014 il film "Black Sea" è stato girato usando come mezzo protagonista della ricerca di un u-boot affondato nel 1941 nel Mar Nero un sottomarino classe Foxtrot noleggiato a 180.000$ dal comandante della spedizione, il capitano Robinson, interpretato da Jude Law.
Un esemplare è ancorato, in stato di abbandono, nella zona portuale di Amsterdam, di fronte al sito del vecchio cantiere navale NDSM. Delle varie ipotesi di utilizzo in ambito turistico non se ne è concretizzata alcuna.

## Esemplari costruiti

### Progetto 641
| Classe Foxtrot - Progetto 641 | Classe Foxtrot - Progetto 641 | Classe Foxtrot - Progetto 641 | Classe Foxtrot - Progetto 641 | Classe Foxtrot - Progetto 641 | Classe Foxtrot - Progetto 641 |
| Nome                          | Impostazione                  | Varo                          | Entrata in servizio           | Ritirato dal servizio         | Note |
| ----------------------------- | ----------------------------- | ----------------------------- | ----------------------------- | ----------------------------- | --- |
| B-94                          | 3 ottobre 1957                | 28 dicembre 1957              | 25 dicembre 1958              | 19 aprile 1990                | |
| B-95                          | 2 febbraio 1958               | 25 aprile 1958                | 30 settembre 1959             | 19 aprile 1990                | |
| B-36                          | 29 aprile 1958                | 31 agosto 1958                | 30 settembre 1959             | 24 agosto 1993                | |
| B-37                          | 18 luglio 1958                | 5 novembre 1958               | 5 novembre 1959               | 11 gennaio 1962               | Esplosione di un siluro l'11 gennaio 1962                                                                                                |
| B-133                         | 27 settembre 1958             | 26 gennaio 1959               | 5 novembre 1959               | 19 aprile 1990                | B-833 dal 20 aprile 1970 |
| B-135                         | 20 dicembre 1958              | 30 marzo 1959                 | 5 novembre 1959               | 19 aprile 1990                | |
| B-139                         | 25 febbraio 1959              | 30 maggio 1959                | 15 marzo 1960                 | 19 aprile 1990                | B-839 dal 20 aprile 1970 |
| B-57                          | 23 aprile 1959                | 15 agosto 1959                | 28 luglio 1960                | 24 giugno 1991                | |
| B-116                         | 9 giugno 1959                 | 10 ottobre 1959               | 25 agosto 1960                | 4 maggio 1994                 | B-326 dal 3 agosto 1977 |
| B-130                         | 22 agosto 1959                | 17 dicembre 1959              | 22 settembre 1960             | 30 giugno 1993                | |
| B-143                         | 21 ottobre 1959               | 17 febbraio 1960              | 5 novembre 1960               | 24 giugno 1991                | |
| B-85                          | 23 dicembre 1959              | 19 marzo 1960                 | 23 dicembre 1960              | 19 aprile 1990                | |
| B-59                          | 21 febbraio 1960              | 6 giugno 1960                 | 10 giugno 1961                | 19 aprile 1990                | |
| B-156                         | 20 aprile 1960                | 2 agosto 1960                 | 18 aprile 1961                | 19 aprile 1990                | B-856 dal 20 aprile 1970 |
| B-4 Chelyabinsky komsomolets  | 14 giugno 1960                | 3 ottobre 1960                | 31 agosto 1961                | 24 giugno 1991                | Ex B-4; B-4 Chelyabinsky komsomolets dal 16 gennaio 1963; B-4 dal 15 febbraio 1992                                                       |
| B-153                         | 6 agosto 1960                 | 31 gennaio 1961               | 30 settembre 1961             | 19 marzo 1992                 | B-854 dal 20 aprile 1970 |
| B-164                         | 26 ottobre 1960               | 18 febbraio 1961              | 16 ottobre 1961               | 19 marzo 1992                 | |
| B-33                          | 3 febbraio 1961               | 27 aprile 1961                | 27 novembre 1961              | 24 giugno 1991                | Affondato a Vladivostok il 26 gennaio 1991                                                                                               |
| B-7                           | 14 aprile 1961                | 29 giugno 1961                | 15 dicembre 1961              | 19 aprile 1990                | |
| B-105                         | 1º luglio 1961                | 1º ottobre 1961               | 15 giugno 1962                | 24 agosto 1993                | |
| B-169                         | 17 agosto 1961                | 29 novembre 1961              | 28 luglio 1962                | 19 aprile 1990                | |
| B-38                          | 30 ottobre 1961               | 31 gennaio 1962               | 30 settembre 1962             | 25 aprile 1989                | B-838 dal 20 aprile 1970 |
| B-53                          | 8 gennaio 1962                | 12 aprile 1962                | 5 novembre 1962               | 19 aprile 1990                | B-853 dal 20 aprile 1970 |
| B-50                          | 7 marzo 1962                  | 15 giugno 1962                | 8 dicembre 1962               | 19 marzo 1992                 | |
| B-8                           | 9 maggio 1962                 | 21 luglio 1962                | 18 dicembre 1962              | 19 marzo 1992                 | |
| B-31                          | 18 agosto 1962                | 3 novembre 1962               | 25 giugno 1963                | 24 giugno 1991                | |
| B-2                           | 27 ottobre 1962               | 25 gennaio 1963               | 14 giugno 1963                | 24 giugno 1991                | |
| B-55                          | 22 gennaio 1963               | 5 aprile 1963                 | 20 settembre 1963             | 19 marzo 1992                 | B-855 dal 20 aprile 1970 |
| B-98                          | 4 aprile 1963                 | 15 giugno 1963                | 15 maggio 1964                | 30 settembre 2003             | Trasferito alla marina polacca con il nome di Vilk il 3 novembre 1987.                                                                   |
| B-101                         | 19 giugno 1963                | 30 agosto 1963                | 29 maggio 1964                | 30 giugno 1993                | |
| B-6                           | 9 agosto 1963                 | 30 novembre 1963              | 30 luglio 1964                | 24 agosto 1993                | |
| B-15                          | 10 ottobre 1963               | 21 febbraio 1964              | 30 settembre 1964             | 19 marzo 1992                 | |
| B-103                         | 14 dicembre 1963              | 16 aprile 1964                | 24 dicembre 1964              | 24 giugno 1991                | |
| B-109                         | 22 febbraio 1964              | 17 giugno 1964                | 15 aprile 1965                | 5 luglio 1994                 | |
| B-107                         | 18 aprile 1964                | 25 luglio 1964                | 28 aprile 1965                | 4 agosto 1995                 | B-807 dal 20 aprile 1970 |
| B-112                         | 19 giugno 1964                | 27 ottobre 1964               | 5 agosto 1965                 | 19 aprile 1990                | |
| B-25                          | 26 agosto 1964                | 22 dicembre 1964              | 6 settembre 1965              | 19 marzo 1992                 | B-825 dal 20 aprile 1970; museo ad Helsinki dal 19 marzo 1992; affondato mentre veniva rimorchiato a Londra nel settembre 1994           |
| B-821 Bryansky komsomolets    | 29 ottobre 1964               | 16 febbraio 1965              | 31 ottobre 1965               | 4 agosto 1995                 | Ex B-21; B-821 dal 20 aprile 1970; B-821 Bryansky komsomolets dal 3 aprile 1989; B-821 dal 15 febbraio 1992. Nave museo a Zeebrugge      |
| B-9                           | 26 dicembre 1964              | 31 marzo 1965                 | 30 novembre 1965              | 17 luglio 1997                | |
| B-826 Yaroslavsky komsomolets | 6 maggio 1965                 | 10 agosto 1965                | 24 marzo 1966                 | 24 giugno 1991                | Ex B-26; B-26 Yaroslavsky komsomolets dal 15 febbraio 1965; B-826 Yaroslavsky komsomolets dal 20 aprile 1970; B-826 dal 15 febbraio 1992 |
| B-28                          | 24 maggio 1965                | 10 agosto 1965                | 18 giugno 1966                | 30 giugno 1993                | |
| B-34                          | 13 agosto 1965                | 16 novembre 1965              | 31 luglio 1966                | 24 giugno 1991                | |
| B-40                          | 24 settembre 1965             | 16 novembre 1965              | 6 settembre 1966              | 30 giugno 1993                | B-840 dal 20 aprile 1970 |
| B-29                          | 25 marzo 1966                 | 20 maggio 1966                | 28 novembre 1966              | 30 ottobre 2003               | Trasferito alla marina polacca con il nome di Dzik il 7 dicembre 1988                                                                    |
| B-41                          | 7 aprile 1966                 | 20 maggio 1966                | 24 dicembre 1966              | 24 agosto 1993                | |
| B-46                          | 13 agosto 1966                | 24 dicembre 1966              | 30 giugno 1967                | 30 giugno 1993                | |
| B-49                          | 12 ottobre 1966               | 24 dicembre 1966              | 30 giugno 1967                | 30 giugno 1993                | Nave museo a Londra |
| B-39                          | 9 febbraio 1967               | 15 aprile 1967                | 28 dicembre 1967              | 5 luglio 1994                 | Nave museo (1996 a Vancouver, 2002 a Seattle e 2006 a San Diego)                                                                         |
| B-397                         | 7 maggio 1967                 | 22 agosto 1967                | 31 dicembre 1967              | 30 giugno 1993                | |
| B-400 Ulyanovsky komsomolets  | 29 maggio 1967                | 22 agosto 1967                | 25 settembre 1968             | 24 giugno 1991                | Ex B-400; B-400 Ulyanovsky komsomolets dal 30 dicembre 1987                                                                              |
| B-413                         | 28 giugno 1968                | 7 ottobre 1968                | 25 dicembre 1968              | 30 luglio 1999                | Nave museo a Kaliningrad |
| B-416                         | 18 luglio 1968                | 25 febbraio 1969              | 4 dicembre 1969               | 19 marzo 1992                 | |
| B-205                         | 17 giugno 1969                | 29 agosto 1969                | 28 dicembre 1969              | 31 luglio 1996                | |
| B-213                         | 1º ottobre 1969               | 20 gennaio 1970               | 4 agosto 1970                 | 30 giugno 1993                | |
| B-435                         | 24 marzo 1970                 | 29 maggio 1970                | 6 novembre 1970               |                               | Trasferito all'Ucraina il 21 luglio 1997 con il nome di U01 Zaporizhzhia                                                                 |
| B-440                         | 1º giugno 1970                | 16 settembre 1970             | 25 dicembre 1970              | 30 maggio 2001                | Nave museo a Vytegra |
| B-409                         | 18 dicembre 1970              | 2 marzo 1971                  | 10 settembre 1971             | 30 giugno 1993                | |
| B-427                         | 10 aprile 1971                | 22 giugno 1971                | 4 dicembre 1971               | 5 luglio 1994                 | Nave museo (a Sydney fino al 1998, poi a Long Beach)                                                                                     |

### Progetto I641I
| Classe Foxtrot - Progetto I641I | Classe Foxtrot - Progetto I641I | Classe Foxtrot - Progetto I641I | Classe Foxtrot - Progetto I641I | Classe Foxtrot - Progetto I641I | Classe Foxtrot - Progetto I641I |
| Nome                            | Impostazione                    | Varo                            | Entrata in servizio             | Ritirato dal servizio           | Note |
| ------------------------------- | ------------------------------- | ------------------------------- | ------------------------------- | ------------------------------- | --- |
| B-51                            | 27 dicembre 1966                | 15 aprile 1967                  | 26 settembre 1967               | maggio 1996                     | Trasferito alla marina indiana il 6 dicembre 1967, dove ha prestato servizio fino alla radiazione con il nome di Kalvari S23. Modernizzato come Progetto I641M nel 1974-1976. |
| B-401                           | 5 ottobre 1967                  | 29 febbraio 1968                | 19 settembre 1968               | 18 ottobre 1989                 | Trasferito alla marina indiana il 6 dicembre 1968, dove ha prestato servizio fino alla radiazione con il nome di Kanderi S22                                                  |
| B-405                           | 24 gennaio 1968                 | 28 aprile 1968                  | 2 luglio 1969                   | 2003                            | Trasferito alla marina indiana il 4 settembre 1969, dove ha prestato servizio fino alla radiazione con il nome di Karanji S21. Usato per impieghi sperimentali                |
| B-402                           | 25 dicembre 1968                | 25 febbraio 1969                | 5 settembre 1969                | 27 febbraio 2001                | Trasferito alla marina indiana il 18 dicembre 1969, dove ha prestato servizio fino alla radiazione con il nome di Korsura S20. Nave museo.                                    |

### Progetto I641K
| Classe Foxtrot - Progetto I641K | Classe Foxtrot - Progetto I641K | Classe Foxtrot - Progetto I641K | Classe Foxtrot - Progetto I641K | Classe Foxtrot - Progetto I641K | Classe Foxtrot - Progetto I641K                                                                                               |
| Nome                            | Impostazione                    | Varo                            | Entrata in servizio             | Ritirato dal servizio           | Note |
| ------------------------------- | ------------------------------- | ------------------------------- | ------------------------------- | ------------------------------- | --- |
| B-456                           | 28 settembre 1971               | 28 gennaio 1972                 | 10 ottobre 1972                 |                                 | Trasferito alla marina indiana il 31 agosto 1973. In servizio con il nome di Vela S40                                         |
| B-470                           | 29 aprile 1972                  | 7 luglio 1972                   | 5 luglio 1973                   | 1999                            | Trasferito alla marina indiana il 3 novembre 1973, dove ha prestato servizio fino alla radiazione con il nome di Vagir S41    |
| B-464                           | 1º febbraio 1973                | 19 aprile 1973                  | 16 dicembre 1973                |                                 | Trasferito alla marina indiana il 10 agosto 1974. In servizio con il nome di Vagli S42                                        |
| B-522                           | 28 settembre 1973               | 27 marzo 1974                   | 20 settembre 1974               | 1998                            | Trasferito alla marina indiana il 26 dicembre 1974, dove ha prestato servizio fino alla radiazione con il nome di Vagshir S43 |
| B-533                           | 23 dicembre 1975                | 16 aprile 1976                  | 8 ottobre 1976                  | Non operativo?                  | Trasferito alla marina libica nel dicembre 1976, ed entrato in servizio con il nome di Al Fateh                               |
| B-311                           | 26 settembre 1976               | 17 febbraio 1977                | 15 settembre 1977               | Non operativo?                  | Trasferito alla marina libica nel febbraio 1978, ed entrato in servizio con il nome di Al Ahad                                |
| B-330                           | 5 marzo 1977                    | 20 maggio 1977                  | 27 ottobre 1977                 | Non operativo?                  | Trasferito alla marina libica nel febbraio 1978, ed entrato in servizio con il nome di Al Hunain                              |
| B-309                           | 14 aprile 1978                  | 11 settembre 1978               | 10 dicembre 1978                |                                 | Trasferito alla marina cubana il 7 febbraio 1979                                                                              |
| B-586                           | 27 marzo 1979                   | 27 giugno 1979                  | 30 novembre 1979                |                                 | Trasferito alla marina cubana nel marzo 1980                                                                                  |
| B-590                           | 5 aprile 1980                   | 14 luglio 1980                  | 21 novembre 1980                | Non operativo?                  | Trasferito alla marina libica nel febbraio 1981, ed entrato in servizio con il nome di Al Mitraga                             |
| B-587                           | 12 marzo 1981                   | 19 giugno 1981                  | 25 ottobre 1981                 | Non operativo?                  | Trasferito alla marina libica nel gennaio 1982, ed entrato in servizio con il nome di Al Badr                                 |
| B-588                           | 26 febbraio 1982                | 11 giugno 1982                  | 28 settembre 1982               | Non operativo?                  | Trasferito alla marina libica nel febbraio 1983, ed entrato in servizio con il nome di Al Kiber                               |
| B-510                           | 3 marzo 1983                    | 10 luglio 1983                  | 20 ottobre 1983                 |                                 | Trasferito alla marina cubana nel febbraio 1984                                                                               |